# Justin Hires
Justin Hires (Saint Petersburg, 24 juni 1985) is een Amerikaans acteur en stand-upkomiek.

## Biografie
Hires werd geboren in Saint Petersburg waar hij de high school doorliep aan de Gibbs High School. Hierna studeerde hij af met een bachelor of arts aan de Clark Atlanta University in Atlanta.
Hires begon in 2005 met acteren in de film The Gospel, waarna hij nog meerdere rollen speelde in films en televisieseries. Zo is hij bekend van zijn rol als Wilt Bozer in de televisieserie MacGyver, waar hij in 94 afleveringen speelde (2016-2021).

## Filmografie

### Films
Uitgezonderd korte films.
- 2024 Half Baked: Totally High - als Curtis
- 2015 Ken Jeong Made Me Do It - als Paul
- 2014 10 Cent Pistol - als Jayson
- 2013 Slightly Single in L.A. - als jongen in café
- 2012 21 Jump Street - als Juario
- 2007 Stomp the Yard - als Byron
- 2005 The Gospel - als tiener

### Televisieseries
Uitgezonderd eenmalige gastrollen.
- 2016-2021 MacGyver - als Wilt Bozer - 94 afl.
- 2016 Rush Hour - als James Carter - 13 afl.
- 2015-2016 TripTank - als diverse stemmen - 5 afl.
- 2008 Jerks with Cameras - als Jerk - 8 afl.
- 2009 Disaster Date - als diverse karakters - 3 afl.

- Library of Congress Control Number: no2019148144
- Virtual International Authority File: 3165157100620572740006
- WorldCat: E39PBJbWrHby84HKqFC6VqChHC